# Archichlora perniciosa
Archichlora perniciosa là một loài bướm đêm trong họ Geometridae.